# Daurlong
Daurlong („Daurský drak“) byl rod malého teropodního dinosaura z čeledi Dromaeosauridae, žijící v období rané křídy (asi před 123 miliony let) na území dnešního Vnitřního Mongolska (Autonomní oblast Morin Dawa Daur, severovýchodní Čína).

## Historie a popis
Fosilie tohoto teropoda v podobě prakticky kompletní kostry (sbírkové označení IMMNH-PV00731) byly objeveny v sedimentech geologického souvrství Longjiang (lokalita známá jako Pigeon Hill, tedy "Holubí pahorek"). Asi 1,5 metru dlouhá kostra tohoto středně velkého dromeosaurida byla formálně popsána roku 2022. Dochovaly se také vzácné měkké tkáně, mezi nimi i obrysy původních vnitřních orgánů. Namodralá vrstva v místě břišní dutiny dinosaura se prakticky shoduje s podobnou vrstvou u evropského rodu Scipionyx.
Mezi nejbližší příbuzné tohoto dravého dromeosauridního teropoda patří další čínské rody Tianyuraptor a Zhenyuanlong. Daurlong se zařadil do dlouhého seznamu nově objevených dromeosauridů na území východní Asie (zejména Čína a Mongolsko) v posledních letech. Ve stejných ekosystémech žil také maniraptorní teropod rodu Migmanychion.